# Улица Мяги (Самара)
Улица Мяги — улица в Железнодорожном районе города Самары. Своё начало берёт от улицы Аэродромной, пересекает улицу Мориса Тореза и упирается в улицу Гагарина. Имеет относительную протяжённость 1 км.

## История
Улица Мяги названа в честь Мяги Владимира Петровича. История улицы начинается в 1930-х годах. Ранее она принадлежала к участку бывшего посёлка им. Кузнецова. В газетных заметках от 1949 года говорится о том, что в дома железнодорожников (в том числе улицу Мяги) были проведены радиоточки. 
Основная застройка современными жилыми домами длилась с 1965-1973 гг. Также в 1965 году на пересечении улицы Мяги и Мориса Тореза была построена школа № 76, работающая по сей день. А в 1972 году в доме № 19а открылся детский сад № 324. 
В 1990 году открылся Самарский диагностический центр. 

## Здания и сооружения
- № 5 — Самарский реабилитационный центр для инвалидов
- № 7 — Самарская областная библиотека для слепых
- № 7а — Самарский диагностический центр
- № 19а — Детский сад № 324 компенсирующего вида
- № 20 — Школа № 76 г.о. Самара

## Ближайшие остановки и транспорт
Улица Мяги не является проезжей для общественного транспорта. Ближайшая станция метро: 
- станция Гагаринская

Остановка Клиники Медуниверситета по улице Гагарина:
- Автобус: 24, 34, 41
- Маршрутное такси: 96, 99, 131

Остановка Дзержинского по улице Аэродромная:
- Маршрутное такси: 21м, 207, 226